# История евреев в Аргентине

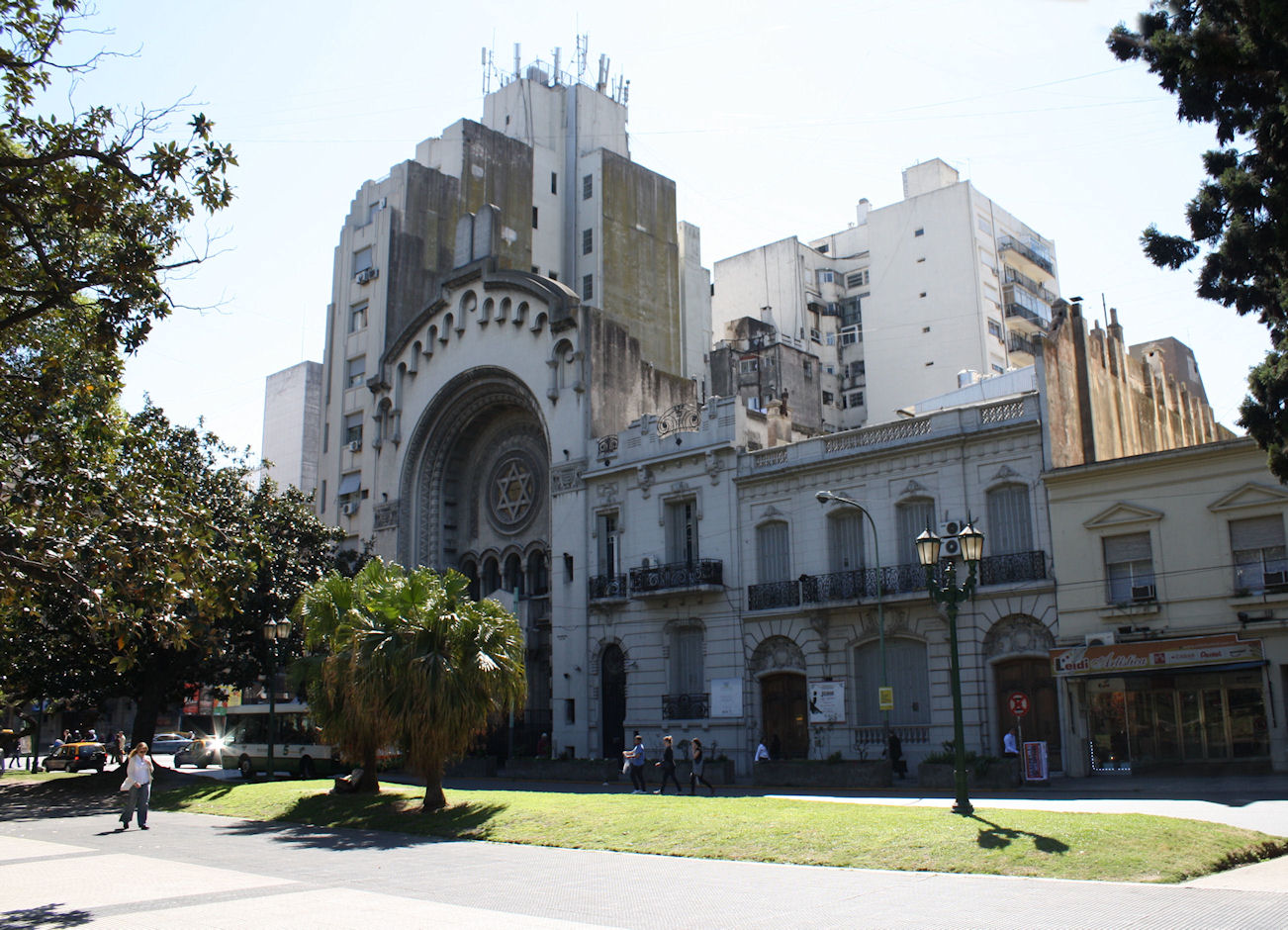
Синагога Израильской Конгрегации Аргентина в Буэнос-Айресе

История евреев в Аргентине — история еврейской общины на территории Аргентины с момента ее появления до настоящего времени.

## До XX века
Известно, что после захвата Португалии Испанией в 1581 году, часть португальских марранов прибыла в Аргентину, которая тогда была испанской колонией. 
Затем в 1840-е годы в Аргентину стали прибывать еврейские эмигранты  из Западной Европы, но более или менее значительная иммиграция евреев в Аргентину началась только в 1880-е годы, в основном из Российской империи. 

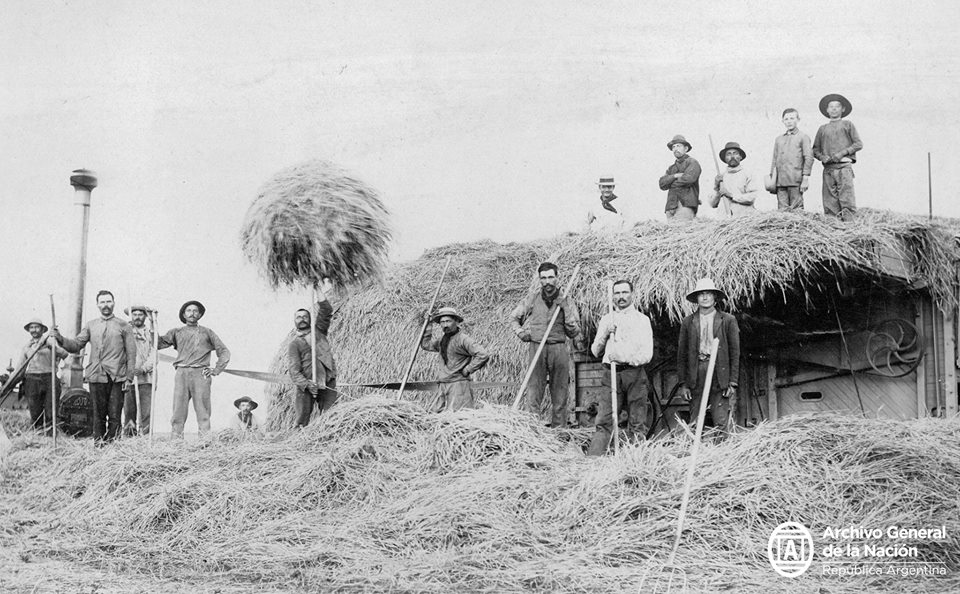
Еврейские колонисты в Мойсес-Виле, конец XIX века

В 1889 году были сделаны первые попытки организовать в Аргентине еврейские сельскохозяйственные колонии — было основано первое еврейское сельскохозяйственное поселение Мойсес-Виль под покровительством Всемирного еврейского союза. В 1891 году Еврейское колонизационное общество барона Мориса де Гирша доставило в Аргентину 2850 еврейских колонистов. Помимо Мойсес-Виля, были образованы поселения Мориция и Клара. Планировалось даже переселить в Аргентину в течение 25 лет 3¼ млн. евреев из Российской империи. Еврейское колонизационное общество к моменту смерти барона де Гирша в 1896 году  приобрело в Аргентине 302 736 гектаров земли. В дополнение к трем первым поселениям были основаны еще три поселения (Сан-Антонио, Люсиенвиль и Барон Гирш). В этих шести поселениях к 1908 году жило около 13 тысяч евреев. Они выращивали пшеницу, рожь, овёс, ячмень, кукурузу, люцерну, а также разводили скот (общее количество принадлежащего колонистам крупного и мелкого скота в 1907 году составляло 142 000 голов. См. также статью Еврейские гаучо).
К 1925 году еврейские сельскохозяйственные колонии в Аргентине занимали 617 468 га и в них жило 20 382 человек. Однако в последующие годы начался их упадок, и к 1964 году в Аргентине осталось всего 782 семьи еврейских фермеров, обрабатывающих собственные земли. 
Наибольшее число евреев прибыло в Аргентину в 1906 и 1912 годах (по 13 тыс. человек в год). Значительная их часть осела в Буэнос-Айресе. К 1908 году в Аргентине жили от 35 до 40 тысяч евреев, из которых 15—16 тысяч жили в Буэнос-Айресе, 13 тысяч — в сельскохозяйственных колониях, a остальные были рассеяны незначительными группами в разных городах. Большая часть евреев Аргентины была ремесленниками и мелкими торговцами. 
После Октябрьской революции 1917 года в России в Аргентине антиреволюционные настроения сразу приняли антиеврейскую направленность, так как еврейских выходцев из Российской империи подозревали в «большевизме». Во время всеобщей забастовки 1919 года власти распространили слух, что это попытка «большевистской революции» и сформировано «тайное правительство» во главе с евреем П. Вальдом. Во время последовавших кровопролитных столкновений забастовщиков с полицией, известных как «Трагическая неделя», произошли еврейские погромы. Руководители еврейских организаций опубликовали обращение к народу страны, делегация евреев была принята президентом Аргентины Иполито Иригойен, который выразил порицание погромщикам, но при этом и выразил недовольство тем, что делегация говорила от имени евреев Аргентины как некой общности.
В 1920-е годы иммиграцию евреев в Аргентину начали ограничивать, тем не менее в этот период в страну прибыло около 79 тыс. евреев.
С 1933 года по 1945 год в Аргентину из Европы прибыли 39 400 еврейских беженцев от нацизма (из них только 26 500 легально).
В период президентства Хуана Доминиго Перона (1946—1955 годы) иммиграция евреев в Аргентину была окончательно прекращена. 
В первой половине 1970-х годов в условиях охватившего страну экономического и политического кризиса в Аргентине резко возросло число антисемитских инцидентов, связанных с применением насилия.
В период военной диктатуры 1976—1983 годов из 30 тыс. десапаресидос (без вести пропавших) 5% составили евреи (1,5 тыс. человек), при этом в тайных тюрьмах с ними обращались хуже, чем с неевреями. В 1977 году по обвинению в связях с еврейским финансистом Д. Грейвером (незадолго до этого погибшим в авиакатастрофе), который якобы оказывал помощь леворадикальной группировке «Монтонерос», был арестован редактор крупной газеты еврей Х. Тимерман. Несмотря на то, что верховный суд Аргентины дважды оправдывал Тимермана, он оставался в тюрьме (где неоднократно подвергался пыткам) до 1979 года, когда после протестов аргентинских и международных еврейских и правозащитных организаций его всё же освободили.
В начале 1970-х годов в Аргентине жили 250–270 тыс. евреев; в середине 1980-х годов — около 225 тыс. В 1990 году в Аргентине было 211 тыс. евреев (0,6% всего населения), 80% которых жили в Буэнос-Айресе и его пригородах. В период экономической и политической нестабильности в середине 1970-х годов и во время военной диктатуры многие евреи эмигрировали из Аргентины в Израиль, США, Испанию и Венесуэлу. Численность еврейского населения Аргентины продолжала уменьшаться и далее, и к 2000 году составила 195 тыс. человек.

## Современность

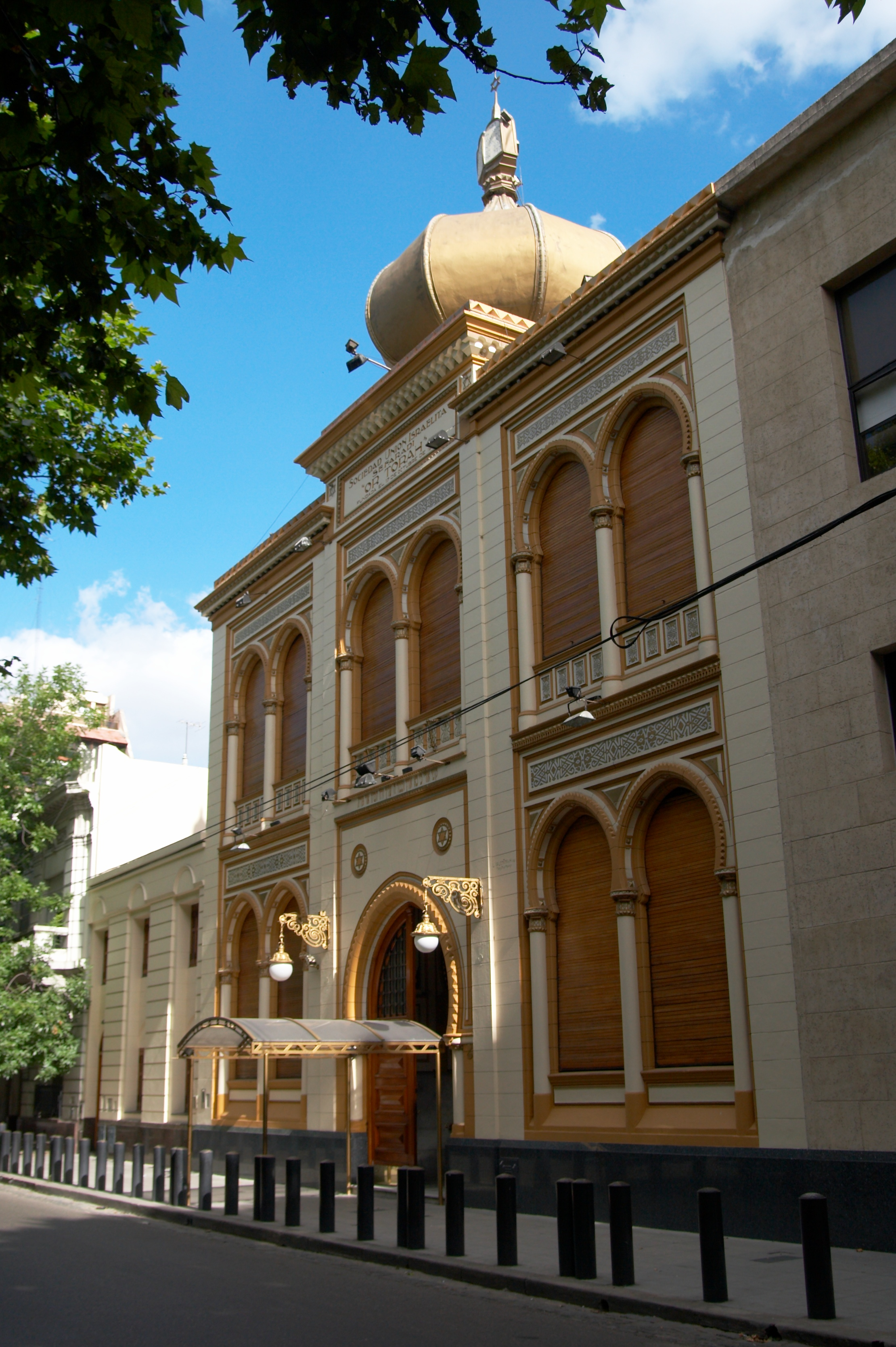
Сефардская синагога в районе Барракас Буэнос-Айреса

По данным на 2017 год, в Аргентине жило 180 500 евреев. Издается несколько еврейских газет, по радио транслируется несколько программ, предназначенных для евреев. Работают несколько десятков еврейских детских садов, начальных и средних школ.